# Joaquín Mosqueira
Joaquín Elías Mosqueira (Rosario, 11 gennaio 2004) è un calciatore argentino, centrocampista del Talleres (C).

## Caratteristiche tecniche
È un centrocampista difensivo.

## Carriera
Mosquera è cresciuto nel settore giovanile dell'Unión (SF), dove ha debuttato l'8 aprile 2023 nell'incontro di Primera División perso 3-0 contro il Belgrano. Il 5 giugno dello stesso anno ha segnato il suo primo gol nel successo per 3-1 contro l'Estudiantes (LP) in Copa de la Superliga.
Il 26 giugno ha firmato il suo primo contratto professionistico con il club biancorosso.

## Statistiche

### Presenze e reti nei club
Statistiche aggiornate al 19 marzo 2025.
| Stagione          | Squadra           | Campionato        | Campionato | Campionato | Coppe nazionali | Coppe nazionali | Coppe nazionali | Coppe continentali | Coppe continentali | Coppe continentali | Altre coppe | Altre coppe | Altre coppe | Totale | Totale | Totale |
| Stagione          | Squadra           | Comp              | Pres       | Reti       | Comp            | Pres            | Reti            | Comp               | Pres               | Reti               | Comp        | Pres        | Reti        | Pres   | Reti   |        |
| ----------------- | ----------------- | ----------------- | ---------- | ---------- | --------------- | --------------- | --------------- | ------------------ | ------------------ | ------------------ | ----------- | ----------- | ----------- | ------ | ------ | ------ |
| 2023              | Unión (SF)        | PD                | 11         | 0          | CA+CdL          | 0+13            | 0+1             | -                  | -                  | -                  | -           | -           | -           | 24     | 1      |        |
| 2024              | Unión (SF)        | PD                | 23         | 1          | CA+CdL          | 1+12            | 0+2             | -                  | -                  | -                  | -           | -           | -           | 36     | 3      |        |
| Totale Unión (SF) | Totale Unión (SF) | Totale Unión (SF) | 34         | 1          |                 | 26              | 3               |                    | -                  | -                  |             | -           | -           | 60     | 4      |        |
| 2025              | Talleres (C)      | PD                | 8          | 0          | CA              | 1               | 0               | CL                 | 0                  | 0                  | SI          | 1           | 0           | 10     | 0      |        |
| Totale carriera   | Totale carriera   | Totale carriera   | 42         | 1          |                 | 27              | 3               |                    | -                  | -                  |             | 1           | 0           | 70     | 4      |        |

## Palmarès

### Club

#### Competizioni nazionali
- Supercopa Internacional: 1

Talleres: 2023